# 西高山
西高山（英語：High West）是香港一座山峰，位於香港島西部介乎中西區與南區之間，龍虎山以南（以薄扶林道遊樂場及克頓道、盧吉道及夏力道交界處為界），扯旗山之西南（以盧吉道為界），海拔493.8（1,620英尺），為香港島上第四高的山峰。另有名「摩天嶺」，與附近摩星嶺相對。
西高山大部分屬於薄扶林郊野公園的範圍，為茂密的樹林所覆蓋。不過南面近山頂一帶為懸崖峭壁，幾乎寸草不生，亦因此成為一個良好的攀岩地點。
瑪麗醫院及心光盲人院暨學校座落於其西南山腰。

## 景點

### 西高山山頂（西高山觀景台）
西高山山頂上有2004年落成的西高山觀景台，並有三角測量站。遊人可360度眺望四周的景緻。雖然西高山並不及太平山高，可是仍為觀賞香港島西部及南部風景的理想位置，可遠眺維多利亞港西部、南丫島、東博寮海峽、西博寮海峽及南中國海的景緻。遊人亦可於該處對望扯旗山至奇力山一帶。
遊人如要登上西高山山頂，可以利用位於夏力道、盧吉道和克頓道交界西高郊遊區（臨時）最南處的一條水泥路。假設站於夏力道，面向郊遊區，入口的所在則是郊遊地點的最左處。不過路徑的入口並不明顯。遊人拾級而上，便可輕鬆上山。
另外還有兩條崎嶇的山路可登山，其入口分別位於郊遊區中部，以及龍虎山郊野公園郊遊區2號場的西高茶園護土牆之上。兩個入口分別豎立了「路不通行」和「陡峭斜坡請勿攀爬」的指示牌。地圖上把它們標示為沒有維修的山路。不過，仍有行山人士冒險利用這些山路登山。

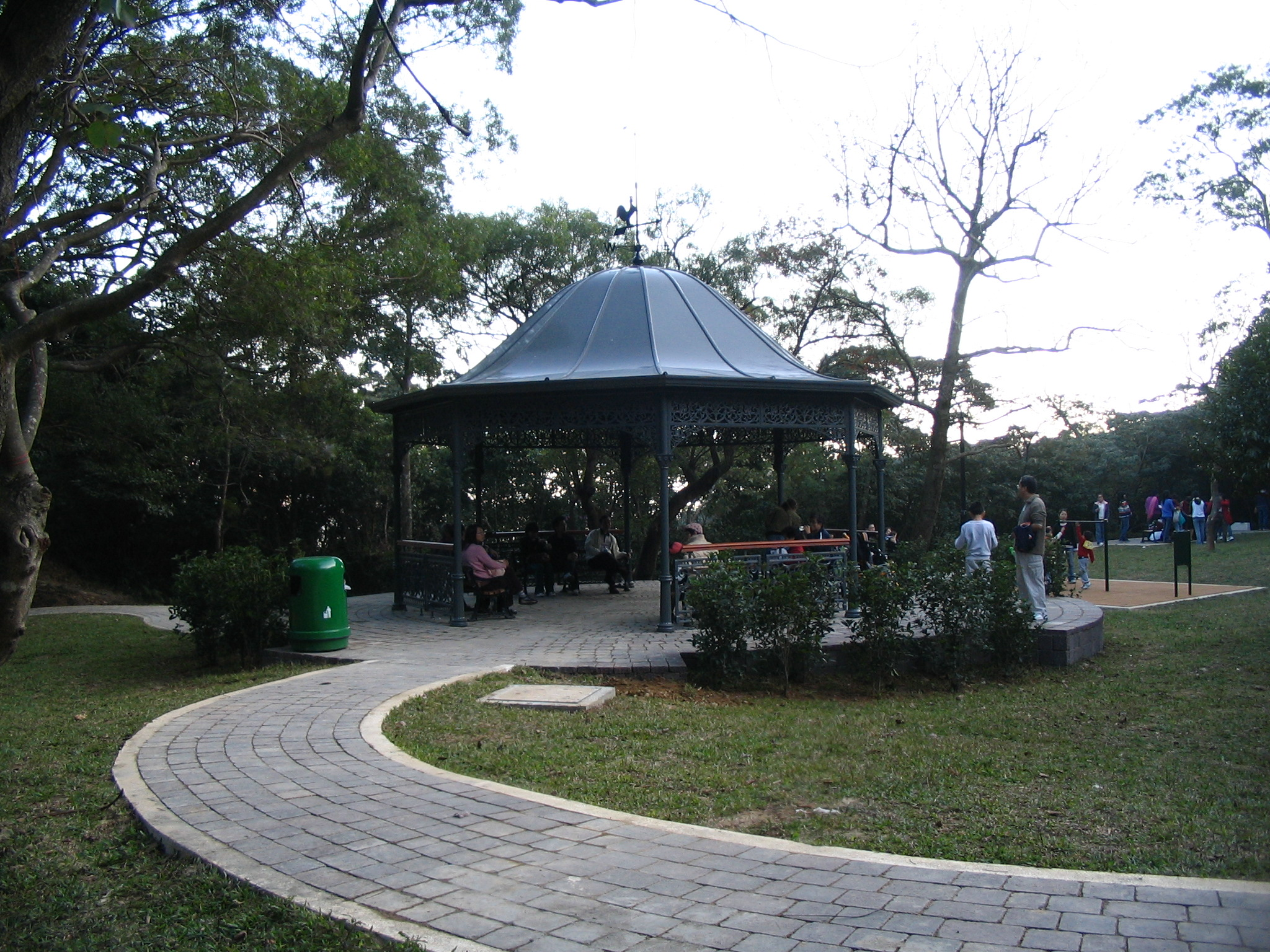
正式登山口位於仿西式涼亭（原為混凝土涼亭）的左邊
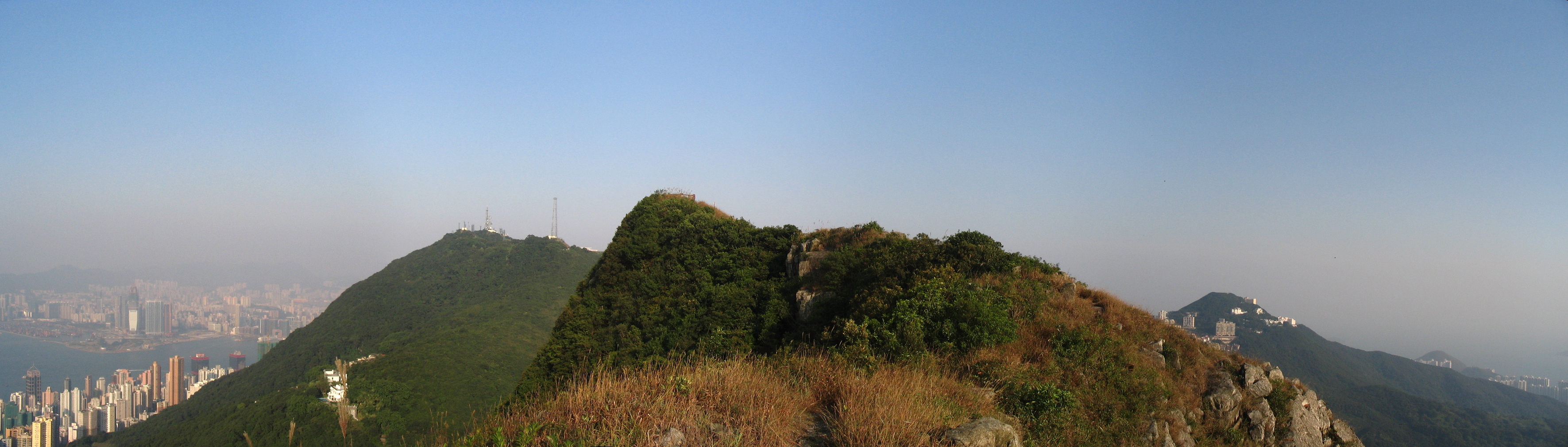
從西高山山頂以西回望西高山山頂（圖中），背後的兩個山峰分別為扯旗山（圖左）和奇力山（圖右）
西高山山頂回望香港島和九龍半島

### 西高山機槍堡（龍虎山觀景台）
西高山機槍堡為香港在第二次世界大戰時期佈下的防衛設施，位於西高山西北面的山腰位置，即龍虎山郊野公園郊遊區2號場，屬龍虎山郊野公園之範圍。遊人沿夏力道向西行直到盡頭即可到達。政府於近年（2002年或之前）在其上加建了觀景台，取名為龍虎山觀景台（因雖不在龍虎山，但在龍虎山郊野公園）。觀景台的景觀雖不及西高山觀景台，但仍可以盡覽港島西面的海景。

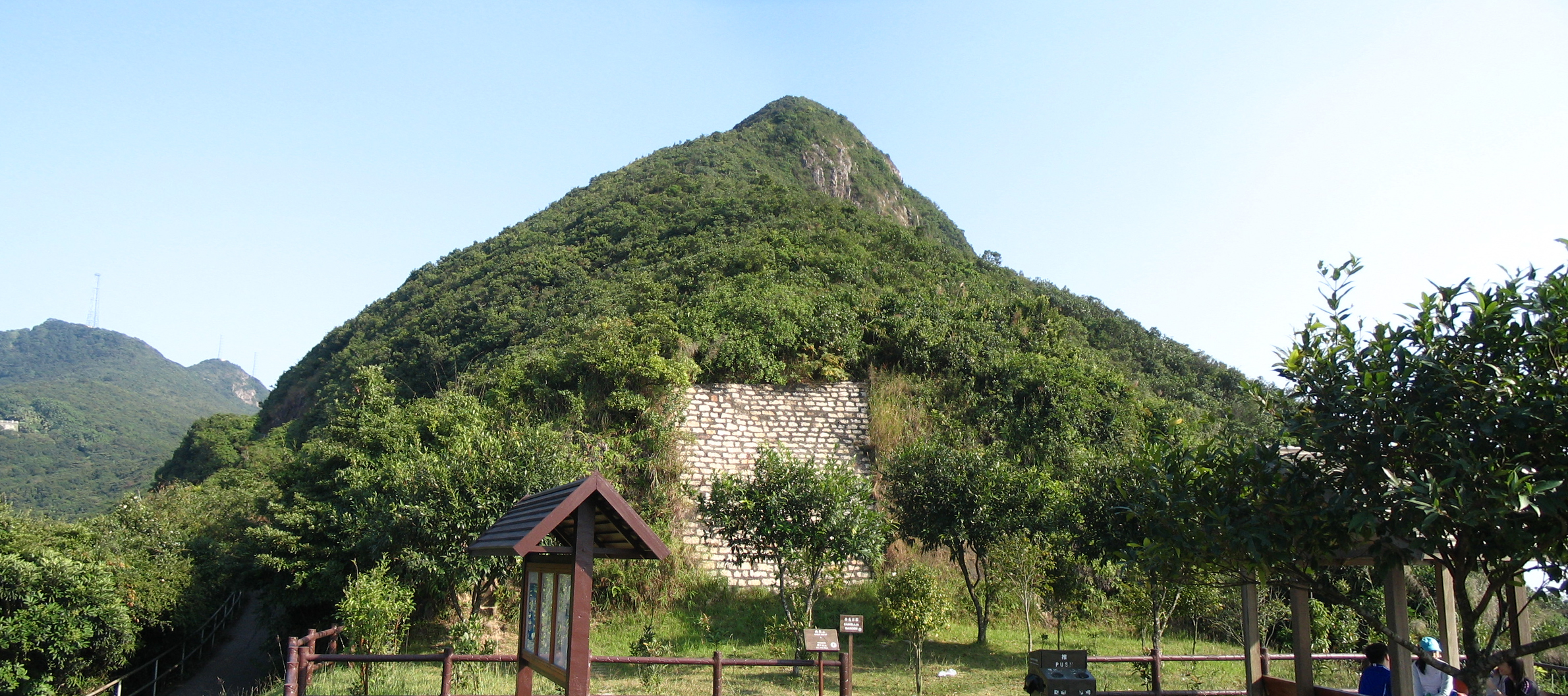
從龍虎山郊野公園郊遊區2號場上望西高山山頂
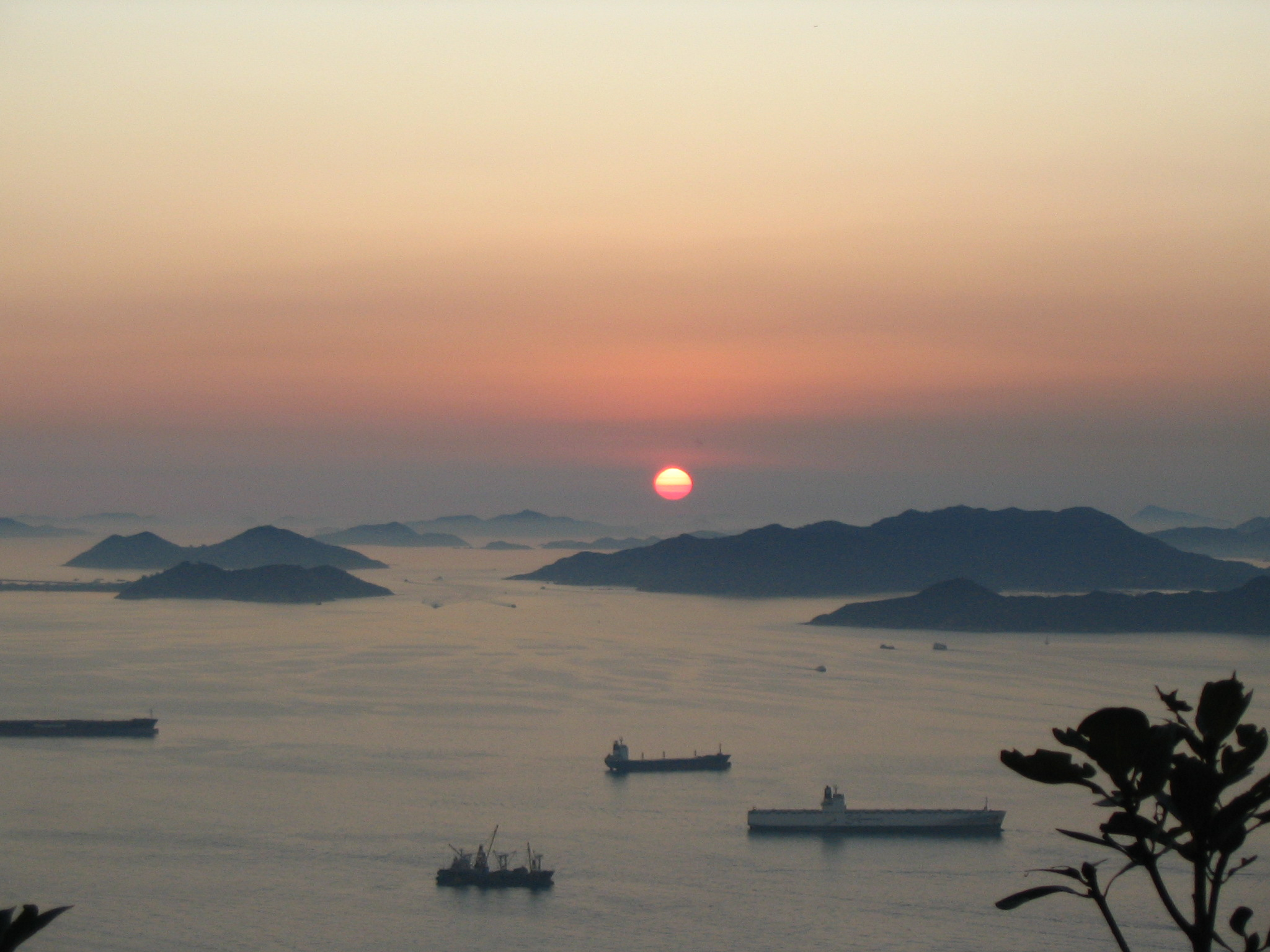
冬季時從龍虎山郊野公園郊遊區2號場觀看日落，圖中的夕陽快要沒入大嶼山以南的海平面下

## 交通

### 道路
- 夏力道
- 沙宣道
- 羅富國徑

## 站外鏈結
- 中原地圖上的西高山